# François-Xavier Robadey
François-Xavier Robadey, né à Romont le 6 mai 1804 et mort dans la même ville le 3 mai 1877, est une personnalité politique du canton de Fribourg, en Suisse, membre du Parti radical-démocratique.
Il est membre du Conseil d'État, encore provisoire, de fin 1847 à début 1848.